# 8696 Kjeriksson
8696 Kjeriksson (1993 FM16) là một tiểu hành tinh nằm phía ngoài của vành đai chính.